# Paradoxodes
Paradoxodes är ett släkte av fjärilar. Paradoxodes ingår i familjen mätare.
Kladogram enligt Catalogue of Life:
| Paradoxodes | \| \| Paradoxodes macrops \| \| \| \| \| \| Paradoxodes subalbata \| \| \| \| \| \| Paradoxodes subdecora \| \| \| \| |
|             | \| \| Paradoxodes macrops \| \| \| \| \| \| Paradoxodes subalbata \| \| \| \| \| \| Paradoxodes subdecora \| \| \| \| |
|             | Paradoxodes macrops                                                                                                   |
|             | |
|             | Paradoxodes subalbata                                                                                                 |
|             | |
|             | Paradoxodes subdecora                                                                                                 |
|             | |